# Emidio Ciucci
Emidio Ciucci (Amalfi, 1901 – Latina, 1977) è stato un architetto italiano.

## Biografia
Di famiglia marchigiana di Cupra Marittima, si laureò presso la Scuola Superiore di Architettura di Roma nel 1925, per poi specializzarsi in costruzioni in cemento armato presso la Scuola di Ingegneria a Milano, dove collaborò alla direzione lavori della nuova stazione centrale fino all'inaugurazione; di nuovo a Roma, svolse l'attività di libero professionista fino al 1936, realizzando diversi edifici a Roma, Milano, Terracina, Tortona; redasse il primo Piano regolatore di Fano (1934), mai approvato. 
Partecipò a numerosi concorsi nazionali e internazionali, ricevendo una menzione onorevole per il concorso per il Faro di Colombo a Santo Domingo, bandito dalla Pan American Union nel 1929, che ebbe come partecipanti di 456 architetti e ingegneri (tra cui il francese Tony Garnier) provenienti da 41 Paesi. 
Partecipò inoltre al concorso per la cattedrale della Spezia nel 1930 con l'ingegner Aldo Putelli; per il nuovo Palazzo dei sindacati fascisti dell'industria a Milano, sempre con Putelli; per le chiese di Messina nel 1932 (secondo premio); per il Palazzo postale di Roma (concorso D Nomentano) nel 1932 (menzione onorevole); per il Piano regolatore della ex fortezza di Savona nel 1934 (terzo premio), per il Piano regolatore di Aprilia e per la sede della nuova Procura unificata di Roma nel 1936. 
Collaborò come illustratore e saggista alla rivista L'Eroica di Milano, fino al 1936. Durante il periodo bellico, fu attivo come architetto a Gondar, in Etiopia, dove diresse i lavori di alcune opere pubbliche della città; ne progettò la cattedrale. Fu membro per una durata di 4 anni del Comitato per l'edilizia e l'urbanistica del Governo di Asmara, collaborò al Corriere Eritreo. 
Durante il periodo postbellico ritornò in Italia dove lavorò per la ricostruzione nell'ambito del Genio civile di Ascoli Piceno. Dal 1949 fu direttore dell'ufficio tecnico dell'Istituto delle case popolari della provincia di Latina, dove rimase fino alla morte, avvenuta nel 1977.